# Liga Mayor de Surinam 2024
La LMS 2024 fue la primera edición de la Liga Mayor de Surinam, introduciendo el fútbol profesional en Surinam y la 90.ª temporada de la máxima categoría del fútbol surinamés. Comenzó el 23 de febrero y finalizó el 25 de agosto de 2024.
El primer gol de la liga lo marcó Jamilhio Rigters del SV Robinhood, en el partido inaugural el 23 de febrero de 2024 contra el SV Transvaal .
SV Robinhood ganó su primer título de la Liga Mayor de Surinam, quedando invicto.

## Equipos participantes
El Bintang Lahir se retiró de la liga y el Santos descendió a la SVB Tweede Divisie 2023-24. Ningún equipo de la Tweede Divisie ascendió y la liga se redujo de 14 a 10 equipos.
- Broki
- Flora
- Inter Moengotapoe
- Inter Wanica
- Leo Victor
- Notch
- Politie Voetbal Vrienden
- Robinhood
- Transvaal
- Voortwaarts

## Desarrollo

### Clasificación
| Pos. | Equipo                   | Pts. | PJ | G  | E | P  | GF | GC | Dif. | Clasificación 2023                       |
| ---- | ------------------------ | ---- | -- | -- | - | -- | -- | -- | ---- | ---------------------------------------- |
| 1    | Robinhood (C)            | 40   | 18 | 11 | 7 | 0  | 50 | 17 | +33  | Campeón y Copa Caribeña de Concacaf 2025 |
| 2    | Transvaal                | 37   | 18 | 12 | 4 | 2  | 45 | 10 | +35  | Subcampeón y CFU Club Shield 2025        |
| 3    | Voorwaarts               | 36   | 18 | 10 | 6 | 2  | 23 | 9  | +14  | Fase final                               |
| 4    | Inter Moengotapoe        | 34   | 18 | 10 | 4 | 4  | 44 | 25 | +19  | Fase final                               |
| 5    | Notch                    | 34   | 18 | 9  | 7 | 2  | 34 | 15 | +19  |                                          |
| 6    | Politie Voetbal Vrienden | 26   | 18 | 8  | 2 | 8  | 28 | 25 | +3   |                                          |
| 7    | Flora                    | 16   | 18 | 5  | 1 | 12 | 20 | 45 | −25  |                                          |
| 8    | Broki                    | 10   | 18 | 3  | 1 | 14 | 23 | 54 | −31  |                                          |
| 9    | Inter Wanica             | 9    | 18 | 2  | 3 | 13 | 19 | 52 | −33  |                                          |
| 10   | Leo Victor               | 7    | 18 | 2  | 1 | 15 | 13 | 47 | −34  |                                          |

Actualizado a los partidos jugados el 30 de julio de 2023.
 Fuente: Soccerway
Notas:
1. ↑  El Transvaal pierde 3 pts.

### Resultados
| Local \ Visitante | BRK | FLO | IMT | LEO | NCH | PVV | RBH | TRV | VOR | WAN |
| ----------------- | --- | --- | --- | --- | --- | --- | --- | --- | --- | --- |
| Broki             | —   | 0–2 | 1–4 | 3–4 | 0–0 | 0–6 | 0–5 | 0–6 | 1–2 | 3–1 |
| Flora             | 4–3 | —   | 0–5 | 1–0 | 0–2 | 2–1 | 1–4 | 0–3 | 1–1 | 3–0 |
| Inter Moengotapoe | 3–1 | 5–0 | —   | 3–2 | 2–1 | 3–1 | 2–2 | 0–3 | 0–1 | 2–2 |
| Leo Victor        | 4–3 | 0–1 | 2–3 | —   | 0–4 | 0–3 | 1–5 | 0–1 | 0–3 | 0–2 |
| Notch             | 1–0 | 2–0 | 1–2 | 0–0 | —   | 0–0 | 1–1 | 2–2 | 1–0 | 5–0 |
| PVV               | 6–0 | 4–2 | 1–3 | 3–0 | 0–0 | —   | 0–4 | 1–2 | 0–1 | 4–1 |
| Robinhood         | 5–0 | 4–1 | 2–2 | 5–1 | 1–1 | 4–0 | —   | 1–1 | 1–1 | 4–1 |
| Transvaal         | 3–0 | 5–0 | 3–0 | 1–0 | 2–2 | 2–1 | 2–2 | —   | 1–0 | 3–0 |
| Voorwaarts        | 2–1 | 5–0 | 0–0 | 3–0 | 0–1 | 1–0 | 1–1 | 0–1 | —   | 1–1 |
| Inter Wanica      | 1–3 | 0–3 | 2–2 | 2–0 | 0–5 | 1–4 | 1–4 | 0–3 | 1–1 | —   |

## Fase final

### Bracket
|  | Semifinales | Semifinales       | Semifinales | Semifinales | Semifinales |   |           | Final     | Final | Final |  |
|  |             |                   |             |             |             |   |           |           |       |       |  |
|  |             |                   |             |             |             |   |           |           |       |       |  |
|  | 1           | Transvaal         | 1           | 2           | 3           |   |           |           |       |       |  |
|  | 1           | Transvaal         | 1           | 2           | 3           |   |           |           |       |       |  |
|  | 4           | Inter Moengotapoe | 0           | 0           | 0           |   |           |           |       |       |  |
|  | 4           | Inter Moengotapoe | 0           | 0           | 0           |   | Transvaal | Transvaal | 0     |       |  |
|  |             |                   |             |             |             |   | Transvaal | Transvaal | 0     |       |  |
|  |             |                   | Robinhood   | Robinhood   | 2           |   |           |           |       |       |  |
|  | 3           | Voorwaarts        | Robinhood   | Robinhood   | 2           | 0 | 0         | 0         |       |       |  |
|  | 3           | Voorwaarts        |             |             |             | 0 | 0         | 0         |       |       |  |
|  | 2           | Robinhood         | 2           | 2           | 4           |   |           |           |       |       |  |
|  | 2           | Robinhood         | 2           | 2           | 4           |   |           |           |       |       |  |
|  |             |                   |             |             |             |   |           |           |       |       |  |

### Semifinales
| 11 de agosto | SV Transvaal | 1-0 | Inter Moengotapoe | Estadio Franklin Essed, Paramaribo |  |
| 19:00        | Grendel 19'  |     |                   |                                    |  |

| 19 de agosto | Inter Moengotapoe | 0-2 | SV Transvaal           | Estadio Franklin Essed, Paramaribo |  |
| 21:00        |                   |     | Hecbert 55' · Tooy 89' |                                    |  |

| 12 de agosto | Robinhood            | 2-0 | Voorwaarts | Estadio Franklin Essed, Paramaribo |  |
| 19:00        | Andro 78' · Tuur 86' |     |            |                                    |  |

| 18 de agosto | Voorwaarts | 2-0 | Robinhood                | Estadio Franklin Essed, Paramaribo |  |
| 18:00        |            |     | Zijler 43' · Rosebel 67' |                                    |  |

### Final
| 11 de agosto | SV Transvaal | 0-2 | Robinhood                | Estadio Franklin Essed, Paramaribo |  |
| 19:00        |              |     | Rigters 30' · Zijler 85' |                                    |  |